# Mixed Emotions
Mixed Emotions è un brano musicale del gruppo rock britannico The Rolling Stones incluso nel loro album Steel Wheels del 1989. Composto da Mick Jagger e Keith Richards mentre erano in vacanza alle Barbados, Mixed Emotions fu uno sforzo congiunto da parte di Jagger e Richards. Richards portò in studio la musica e parte del testo, che venne completato da Jagger. Pubblicata su singolo il 21 agosto 1989 in Gran Bretagna (lato B Fancy Man Blues), la canzone raggiunse la vetta della classifica in Canada e la posizione numero 5 negli Stati Uniti, diventando anche un successo da top 10 in Finlandia, Paesi Bassi, Nuova Zelanda e Norvegia.

## Il brano
La canzone è un rock veloce, con Richards, Jagger e Ronnie Wood che si dividono le parti di chitarra. Pianoforte e organo sono suonati da Chuck Leavell, il tastierista in tournée degli Stones degli anni '80. I cori sono forniti da Jagger, Richards, Sarah Dash, Lisa Fischer e Bernard Fowler, questi ultimi due cantanti di lunga data per gli Stones. Charlie Watts si è occupato della batteria mentre Bill Wyman ha suonato il basso.

## Video
Per assecondare la natura ottimista della canzone, il video musicale presenta gli Stones, giocosi e sorridenti, che eseguono il brano mentre lo registrano in studio. Questo è in netto contrasto con il video precedente della band, One Hit (to the Body) del 1986, girato in un periodo in cui le relazioni tra Jagger e Richards erano ai minimi storici e che presentava elementi di forte contrasto tra i due.

## Pubblicazione
Pubblicata come primo singolo estratto dall'album Steel Wheels il 21 agosto 1989, Mixed Emotions raggiunse la top 10 negli Stati Uniti, arrivando fino alla posizione numero 5. La B-side del singolo, Fancy Man Blues, è un brano registrato durante le sessioni di Steel Wheels ma non incluso nel disco. In seguito Mixed Emotions è stata inclusa in varie raccolte degli Stones, come Jump Back, Forty Licks e GRRR!.
La versione remix 12" di Mixed Emotions realizzata dal produttore Chris Kimsey venne inserita nella compilation Rarities 1971-2003 nel 2005, insieme a Fancy Man Blues.

## Esecuzioni dal vivo
La canzone venne eseguita in tutti i concerti dello Steel Wheels/Urban Jungle Tour del 1989-1990.

## Tracce
1. Mixed Emotions (7" version) – 4:00
2. Mixed Emotions (Chris Kimsey's 12") – 6:10
3. Fancy Man Blues – 4:54